# Lubnice (districtul Znojmo)
Lubnice (în germană Hafnerluden) este o comună și un sat din districtul Znojmo din regiunea Moravia de Sud din Republica Cehă. Se află la aproximativ 10 km sud de Jemnice, în apropierea punctului de trecere a frontierei cu Austria. În ceea ce privește populația, este cea mai mică comună din microregiunea Vranovsko-Bítovsko, cu 58 de locuitori.
În centrul satului se află Biserica „Sfântul Gheorghe” de la începutul secolului al XVIII-lea, în stil baroc.
Comunele învecinate sunt Uherčice, Korolupy, Dešná, Bačkovice, Kostníky și Police.